# Hoàng An
Hoàng An là một xã thuộc huyện Hiệp Hòa, tỉnh Bắc Giang, Việt Nam.

## Địa lý
Xã Hoàng An nằm ở phía bắc huyện Hiệp Hòa, có vị trí địa lý:
- Phía đông giáp xã Hoàng Lương
- Phía tây giáp xã Hoàng Vân
- Phía nam giáp thị trấn Thắng và xã Ngọc Sơn
- Phía bắc giáp xã Thanh Vân.

Xã Hoàng An có diện tích 5,91 km², dân số năm 2023 là 8.222 người, mật độ dân số đạt 1.391 người/km².

## Hành chính
Xã Hoàng An được chia thành 3 thôn: An Cập, Bảo An, Hoàng Liên.

## Lịch sử
Tên của xã Hoàng An chính là tên ghép của chữ "Hoàng" (Hoàng Liên) với chữ "An" của "An Cập" và "Bảo An".
Đầu thế kỷ XIX, tổng Hoàng Vân thuộc huyện Hiệp Hòa có 5 xã: Hoàng Vân (tức Hoàng Liên), Thanh Vân, Vạn Thạch, Vân Trù, Hoàng Lại.
Năm 1902, thành lập xã An Cập trên cơ sở một phần của xã Hoàng Vân (tức Hoàng Liên).
Trước năm 1945, tổng Hoàng Vân có 10 xã: Thanh Vân, Vân Xuyên (Vân Trù), Hoàng Lại, Tân Trung, Đồng Áng, Vạn Thạch, Hoàng Liên, An Cập, Liễu Ngạn, Lạc Yên.
Sau năm 1945, thành lập 3 xã: Tiền Tiến, Đồng Tân, Đồng Tiến trên cơ sở tổng Hoàng Vân cũ.
Xã Tiền Tiến có 7 thôn: Bảo An, Hoàng Liên, An Cập, Lạc Yên, Liễu Ngạn, Vạn Thạch, Vân Xuyên.
Cuối năm 1953, chia xã Tiền Tiến xã Quyết Tiến (tức xã Hoàng Vân ngày nay) và xã Hoàng An gồm 3 thôn: Hoàng Liên, An Cập, Bảo An.

## Văn hóa
ATK II: An toàn khu dự bị của Trung ương và Xứ ủy Bắc Kỳ.
Đặc sản bánh chưng Vân: Bánh chưng Vân là đặc sản truyền thống của Hiệp Hòa dựa trên tiêu chí sạch, an toàn. Sản phẩm được xếp hạng OCOP 3 sao của tỉnh Bắc Giang. Ba xã nổi tiếng gói bánh chưng là: Hoàng Vân, Hoàng An và Thanh Vân. Nguyên liệu làm bánh gồm gạo nếp, đỗ xanh, thịt lợn ba chỉ, thịt lợn mỡ khổ, lá chít, gia vị. Gạo nếp cái hoa vàng được gieo cấy trên đồng đất các xã Hoàng Vân, Thái Sơn được chọn làm bánh. Gạo có hạt trắng, mẩy, được ngâm nước 5 tiếng đồng hồ. Sau khi vo sạch trộn với ít muối, giúp bánh không ôi thiu, vị thêm đậm đà.